# Оценка недвижимости
Оценка стоимости недвижимости — процесс определения стоимости объекта или отдельных прав в отношении оцениваемого объекта недвижимости. Оценка стоимости недвижимости включает: определение стоимости права собственности или иных прав, например, права аренды, права пользования и т. д. в отношении различных объектов недвижимости.

## Виды стоимости
В оценочной практике существуют различные виды стоимости. Стоимость недвижимости подразделяется на следующие виды:
- рыночная стоимость;
- инвестиционная стоимость;
- ликвидационная стоимость;
- кадастровая стоимость.

При определении рыночной стоимости объекта оценки определяется наиболее вероятная цена, по которой объект оценки может быть отчужден на дату оценки на открытом рынке в условиях конкуренции, когда стороны сделки действуют разумно, располагая всей необходимой информацией, а на величине цены сделки не отражаются какие-либо чрезвычайные обстоятельства, то есть когда:
- одна из сторон сделки не обязана отчуждать объект оценки, а другая сторона не обязана принимать исполнение;
- стороны сделки хорошо осведомлены о предмете сделки и действуют в своих интересах;
- объект оценки представлен на открытом рынке посредством публичной оферты, типичной для аналогичных объектов оценки;
- цена сделки представляет собой разумное вознаграждение за объект оценки и принуждения к совершению сделки в отношении сторон сделки с чьей-либо стороны не было;
- платеж за объект оценки выражен в денежной форме.

Инвестиционная стоимость — это стоимость объекта оценки для конкретного лица или группы лиц при установленных данным лицом (лицами) инвестиционных целях использования объекта оценки.
При определении инвестиционной стоимости в отличие от определения рыночной стоимости учёт возможности отчуждения по инвестиционной стоимости на открытом рынке не обязателен. Инвестиционная стоимость может использоваться для измерения эффективности инвестиций.
При определении инвестиционной стоимости объекта оценки определяется стоимость для конкретного лица или группы лиц при установленных данным лицом (лицами) инвестиционных целях использования объекта оценки — инвестиционной недвижимости для получения дохода в виде арендной платы и прироста стоимости. При определении инвестиционной стоимости, в отличие от определения рыночной стоимости, учёт возможности отчуждения по инвестиционной стоимости на открытом рынке не обязателен.
При определении ликвидационной стоимости объекта оценки определяется расчетная величина, отражающая наиболее вероятную цену, по которой данный объект оценки может быть отчужден за срок экспозиции объекта оценки, меньший типичного срока экспозиции для рыночных условий, в условиях, когда продавец вынужден совершить сделку по отчуждению имущества.
При определении ликвидационной стоимости, в отличие от определения рыночной стоимости, учитывается влияние чрезвычайных обстоятельств, вынуждающих продавца продавать объект оценки на условиях, не соответствующих рыночным.
При определении кадастровой стоимости объекта оценки определяется методами массовой оценки рыночная стоимость, установленная и утверждённая в соответствии с законодательством, регулирующим проведение кадастровой оценки.
Кадастровая стоимость определяется оценщиком, в частности, для целей налогообложения.

## Принципы оценки
В рамках осуществления своей деятельности оценщик недвижимости руководствуется рядом принципов:
- Принципы пользователя — отражают точку зрения конечного потребителя;
- Принципы внешней рыночной среды;
- Принципы, связанные с объектом недвижимости;
- Принцип лучшего и наиболее эффективного использования.

## Основные подходы оценки недвижимости
Существует несколько подходов к оценке любого вида недвижимости, используемых профессиональными оценщиками:
- сравнительный подход;
- затратный подход;
- доходный подход.

В рамках каждого из 3-х подходов существуют свои специфические методики.

### Доходный подход
Доходный подход к оценке недвижимости базируется на определении стоимости объекта недвижимости на основе расчета ожидаемых доходов от владения (использования) этим объектом. Этот показатель является очень важным, поскольку позволяет прогнозировать стоимость объекта на перспективу.
Доходный подход является одним из наиболее применяемых методов оценки недвижимости в оценочной практике на сегодняшний день.
По утверждению современного экономиста Вишневецкого А. В., этот подход называют также «маржинальным» (от англ. термина «margin», часто используемого в России как аналог понятия «прибыль»). Применяемость маржинального подхода явно выражена в период экономических ростов в государстве. Доходный подход является неотъемлемой частью процедуры «Due Diligence» (дью-ди́лидженс).
Доходный метод в основном, основан на определении стоимости недвижимости путём расчета дисконтированного потока доходов (от владения или использования этим объектом). Данный метод базируется на принципе ожидания — установления текущей стоимости доходов и других выгод, которые могут быть получены в будущем от владения этой собственностью. Логично, что владелец недвижимости не уступит свою собственность ниже той суммы, которую он мог бы получить, продолжая эксплуатировать её, а покупатель не заплатит больше той суммы, которую ему принесет последующее использование данного объекта в коммерческих целях. Таким образом, цена недвижимости определяется на основе стоимости будущих доходов путём соглашения между сторонами.
При расчёте доходным подходом используются следующие методики: капитализации доходов и дисконтирования денежных потоков. Эти методики являются основными в данном методе.
1) В соответствии с технологией метода прямой капитализации стоимость определяется отношением чистого операционного дохода до налогообложения к ставке капитализации. Ставка капитализации определяется оценщиком на основе величины базовой ставки путём её корректировки на риски.
2) Метод дисконтирования денежных потоков применяется, когда денежные потоки поступают неравномерно (нестабильный доход), или при использовании различных коэффициентов капитализации. Согласно методике, стоимость объекта определяется как сумма дисконтированных доходов по проекту. Для этого необходимо определить модель денежного потока с составлением прогноза расходов и инвестиций на выбранный период. Ставка скидки определяется с учётом тех же параметров, что и при методе капитализации.
Суть метода — доходный подход оценивает стоимость недвижимости, как текущую стоимость будущих денежных потоков. При этом данный подход отражает уровень риска для оцениваемого объекта недвижимости, а также качество и количество дохода, который сможет принести объект оценки в течение срока службы. Основным достоинством доходного подхода является то, что он позволяет учесть будущие инвестиционные риски уже сейчас.
Недостатком метода является то, что будущие доходы — прогнозная величина поступлений от арендной платы и суммы будущей перепродажи объекта, определяются оценщиком путём анализа ряда факторов, а потому могут нести в себе определенную погрешность, так как абсолютно точно определить состояние рынка недвижимости на длительную перспективу невозможно.

### Затратный подход
Затратный подход (подход на основе активов) — совокупность методов оценки, в которых стоимость объекта равна сумме стоимости земельного участка и стоимости воспроизводства (замещения) всех улучшений, за вычетом накопленного износа, и стоимости обязательств, то есть стоимость объекта оценки зависит от стоимости создания аналогичного объекта.
Данный подход применяется для оценки отдельно стоящих зданий, домовладений, предприятий.

### Сравнительный подход
Сравнительный подход — совокупность методов оценки стоимости объекта оценки, основанных на сравнении объекта оценки с объектами — аналогами объекта оценки, в отношении которых имеется информация о ценах. Объектом — аналогом объекта оценки для целей оценки признается объект, сходный объекту оценки по основным экономическим, материальным, техническим и другим характеристикам, определяющим его стоимость. (см. Федеральный стандарт оценки № 1)

## Основные методы оценки недвижимости
Основным, наиболее часто применяемым и наиболее точно отражающим рыночную стоимость недвижимости является метод Сравнения продаж

### Метод сравнения продаж
базируется на статистическом мониторинге и факторном анализе сегмента рынка, к которому относится оцениваемый объект недвижимости.
Основные этапы применения метода:
— позиционирование объекта, выбор сегмента рынка к которому относится объект с учётом Анализа наиболее эффективного использования;
— анализ рынка;
— факторный анализ;
— выбор аналогов;
— расчет стоимости.

### Метод капитализации доходов
Суть метода капитализации доходов — определение стоимости объекта недвижимости происходит путём преобразования годового чистого операционного дохода (ЧОД) в текущую стоимость
{\displaystyle C=NOI/R_{k}}
где
{\displaystyle C} — стоимость объекта недвижимости (ден.ед)
{\displaystyle NOI} — Чистый операционный доход или ЧОД (англ. Net operation income (NOI))
{\displaystyle R_{k}} — Коэффициент капитализации
Коэффициент капитализации — показатель отражающий отношение ожидаемого годового дохода (ЧОД) от стоимости недвижимости:
{\displaystyle R_{k}=R_{n}+N_{v}}
где
{\displaystyle R_{k}} — коэффициент капитализации
{\displaystyle R_{n}} — ставка доходности инвестора на вложенный капитал — ожидаемая инвестором норма доходности от инвестирования с учётом риска на рынке.
{\displaystyle N_{v}} — норма возврата капитала — процентная ставка, которая обеспечивает возврат первоначальных инвестиций. Ставка разделяет доход на две части: возмещение капитальных вложений в недвижимость и получение дохода от владения объектом.
В оценочной практике используются 3 метода расчёта нормы возврата капитала, метод Ринга, метод Инвуда и метод Хоскольда.
Метод Ринга
Этот метод используется, когда ожидается, что возмещение основной суммы будет осуществляться равными частями. Норма возврата представляет собой ежегодную долю первоначального капитала, отчисляемую в беспроцентный фонд возмещения. Эта доля при 100-процентном возврате капитала.
Метод Инвуда
Данный метод используется, если сумма возврата капитала реинвестируется по ставке доходности инвестиций. В этом случае норма возврата как составная часть коэффициента капитализации равна фактору фонда возмещения при той же ставке процента.
 Метод Хоскольда
Используется в тех случаях, когда ставка дохода первоначальных инвестиций несколько высока, и маловероятно реинвестирование по той же ставке. Для реинвестируемых средств предполагается получение дохода по безрисковой ставке.
Данный метод используется, если потоки доходов стабильны на протяжении длительного периода и являются значительной величиной, а также, если поток доходов возрастает устойчивыми темпами.
Метод неприменим в ситуации, когда объект оценки представляет собой объект незавершённого строительства или требует значительной реконструкции, т.е в ближайший период не может приносить стабильного дохода.
«Информационная непрозрачность» российского рынка затрудняет расчёт Чистого операционного дохода и ставки капитализации, ввиду недостатка информации по реальным сделкам продажи, эксплуатационным платежам и т. д.

### Метод дисконтирования денежных потоков
Метод дисконтированных денежных потоков (ДДП) более сложен, детален и позволяет оценить объект в случае получения от него нестабильных денежных потоков, моделируя характерные черты их поступления.
Применяется метод ДДП, когда:
- предполагается, что будущие денежные потоки будут существенно отличаться от текущих;
- имеются данные, позволяющие обосновать размер будущих потоков денежных средств от недвижимости;
- потоки доходов и расходов носят сезонный характер;
- оцениваемая недвижимость — крупный многофункциональный коммерческий объект;
- объект недвижимости строится или только что построен и ввод: (или введен в действие).

Метод дисконтированных денежных потоков — наиболее универсальный метод, позволяющий определить настоящую стоимость будущих денежных потоков. Денежные потоки могут произвольно изменяться, неравномерно поступать и отличаться высоким уровнем риска. Это связано со спецификой такого понятия, как недвижимое имущество. Недвижимое имущество приобретается инвестором в основном из-за определенных выгод в будущем. Инвестор рассматривает объект недвижимости в виде набора будущих преимуществ и оценивает его привлекательность с позиций того, как денежное выражение этих будущих преимуществ соотносится с ценой, по которой объект может быть приобретен.
Метод ДДП позволяет оценить стоимость недвижимости на основе текущей стоимости дохода, состоящего из прогнозируемых денежных потоков и остаточной стоимости.

## Нормативно-правовая база оценочной деятельности
Федеральный закон «Об оценочной деятельности в Российской Федерации» от 29.07.1998 г. № 135-ФЗ Архивная копия от 3 мая 2010 на Wayback Machine
Работа независимых оценщиков и оценочных компаний контролируется саморегулируемыми организациями оценщиков, например: РАО, РОО, СМАОс, СРО АРМО, Сибирь, МСО, НКСО и т. д.